# Petru I cel Tânăr
Petru I cel Tânăr (1546 – Konya, 19 agosto 1569), fu voivoda (principe) di Valacchia dal 1559 al 1568. Era figlio del voivoda Mircea V Ciobanul.

## Biografia
Figlio del voivoda (principe) Mircea V Ciobanul e della principessa Doamna Chiajna, figlia del voivoda di Moldavia Petru IV Rareș, Petru "il Giovane" (cel Tânăr) divenne principe all'età di 12 anni, alla scomparsa del padre. Data la giovane età del voivoda, il potere restò nelle mani della madre che proseguì la politica del marito di sottomissione all'Impero ottomano e fece massacrare i boiari ribelli, già esacerbati dalle repressioni dello scomparso Mircea V, dopo averli attirati a Bucarest con promesse di pace.
La situazione critica dei famigliari di Mircea V spinse Doamna Chiajna sempre più tra le braccia del sultano. Durante il regno di Petru I, il tributo annuale valacco alla Sublime porta aumentò ed il voivoda si recò ad Istanbul per sottomettersi al sultano ed agli alti funzionari dell'impero.
Il 7 maggio 1568, Petru, la madre e le sorelle non sposate vennero deportati dai turchi in Siria. L'anno successivo (19 agosto 1569), all'età di 23 anni, il voivoda Petru I morì a Konya (Anatolia). Le sue sorelle vennero cedute dalla madre all'harem del sultano Murad III per lascito testamentario il 16 gennaio 1595.